# Burg Gerdauen

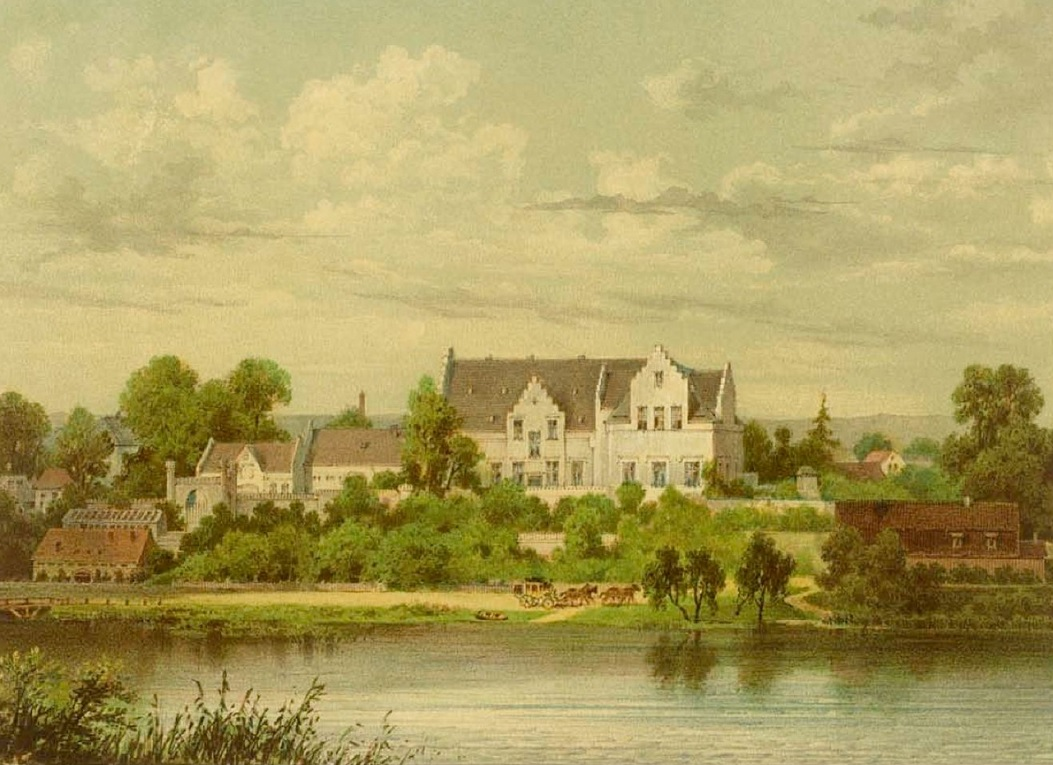
Burg Gerdauen, Sammlung Alexander Duncker

Die Burg Gerdauen war eine Burg in Gerdauen in der Oblast Kaliningrad.

## Geschichte
Die Burg wurde vom Deutschordensstaat in Ostpreußen im Mittelalter ab 1312 unter dem Komtur Heinrich von Eysenberg errichtet. 1347 wurde die Burg Gerdauen von den Litauern unter Großfürst Olgierd belagert, aber vermutlich nicht eingenommen. Für 1368 wurde Kuno von Hattenstein als Pfleger der Burg Gerdauen genannt.
1469 wurden Georg von Schlieben Stadt und Burg Gerdauen und die Burg Nordenburg mit dazugehörigen Dörfern unter Hochmeister Heinrich Reuß für ausstehende Soldzahlungen übertragen. Nach der verlorenen Schlacht bei Groß-Jägersdorf am 30. August 1757 wurden die Kosaken zwar gehindert, in die Stadt Gerdauen einzudringen, aber dafür plünderten und verwüsteten sie die Burg Gerdauen, zerhackten die Möbel und schlachteten Vieh in den Repräsentationsräumen.
Letzter Besitzer der Begüterung Gerdauen aus der Familie von Schlieben war Graf Dietrich von Schlieben (1800–1874). Die Schulden, die auf den Gütern lagen, waren hoch, und als Gläubiger auch noch Kapitalkündigungen vornahmen, war die Versteigerung nicht aufzuhalten. 1831 erwarb Conrad Freiherr von Romberg (1783–1833) aus Brunn bei Wusterhausen in Brandenburg, seit 1818 verheiratet mit Gräfin Amalie Konstanze von Dönhoff-Dönhoffstädt (1798–1879), zunächst die Altschloß-Gerdauenschen Güter und 1833 dann auch die Neuschloss Gerdauenschen Güter.
Die letzten Eigentümer des Anwesens, genannt Alt- und Neuschloß Gerdauen, stammen aus der briefadeligen Familie von Janson, nobilitiert 1838 mit dem späteren General August von Janson. Sein Enkel Alfred von Janson (1852–1943) war der örtliche Gutsherr. Er war verheiratet mit Anna Gräfin Klinckowström (1863–1937), Tochter des Landrates vom Kreis Gerdauen Graf Leonhard Carl Ludwig Felix von Klinckowström und der Cécile von Below-Rutzau. Ein Nachfahre und Gerdauen geboren ist der Sohn Martin von Janson.
1932 umfasste der Gutsbesitz mehrere Komplexeinheiten, Schloß Gerdauen, Alt-Schloß und Neuschloß, bestehend aus Schloßkrug, Schloßmühle, Schloßgärtnerei und Dampfsägewerk, etwa 73 ha. Ferner gehörte der Kinderhof, die Brauerei und die Malzfabrik hinzu, etwa 3 ha gesamt. Die gesondert ausgewiesenen Forsten betrugen 1439 ha, die weiteren Forstreviere 1378 ha. Ebenfalls gehörten sechs Vorwerke zum Gutsbetrieb, mit zusammen 1989 ha. Die meisten Gutsbereiche blieben in Eigenverwaltung, einige Einheiten waren in Pacht, die Brauerei führte eine fest angestellter Direktor H. Maaß.

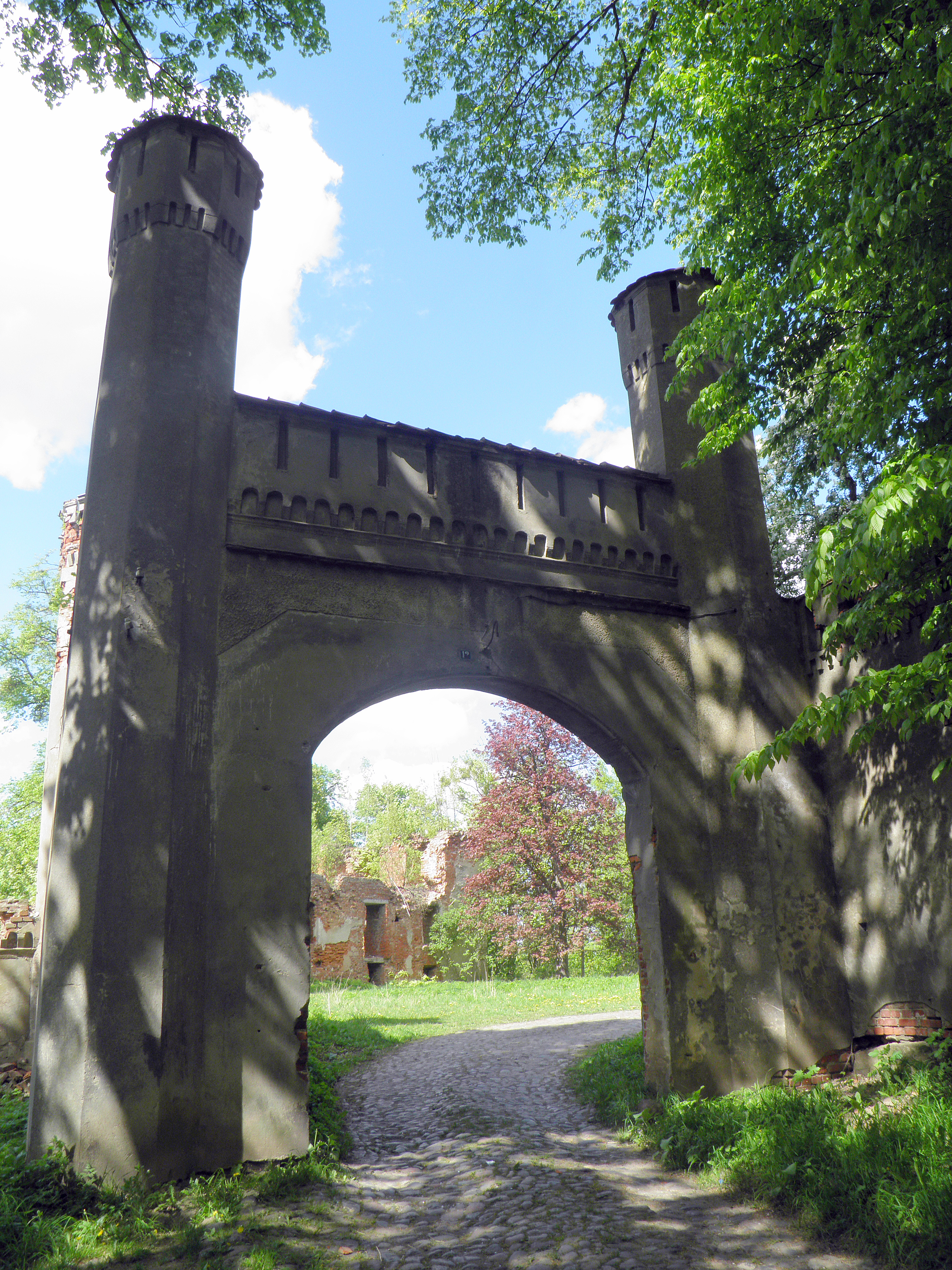
Burgruine Gerdauen
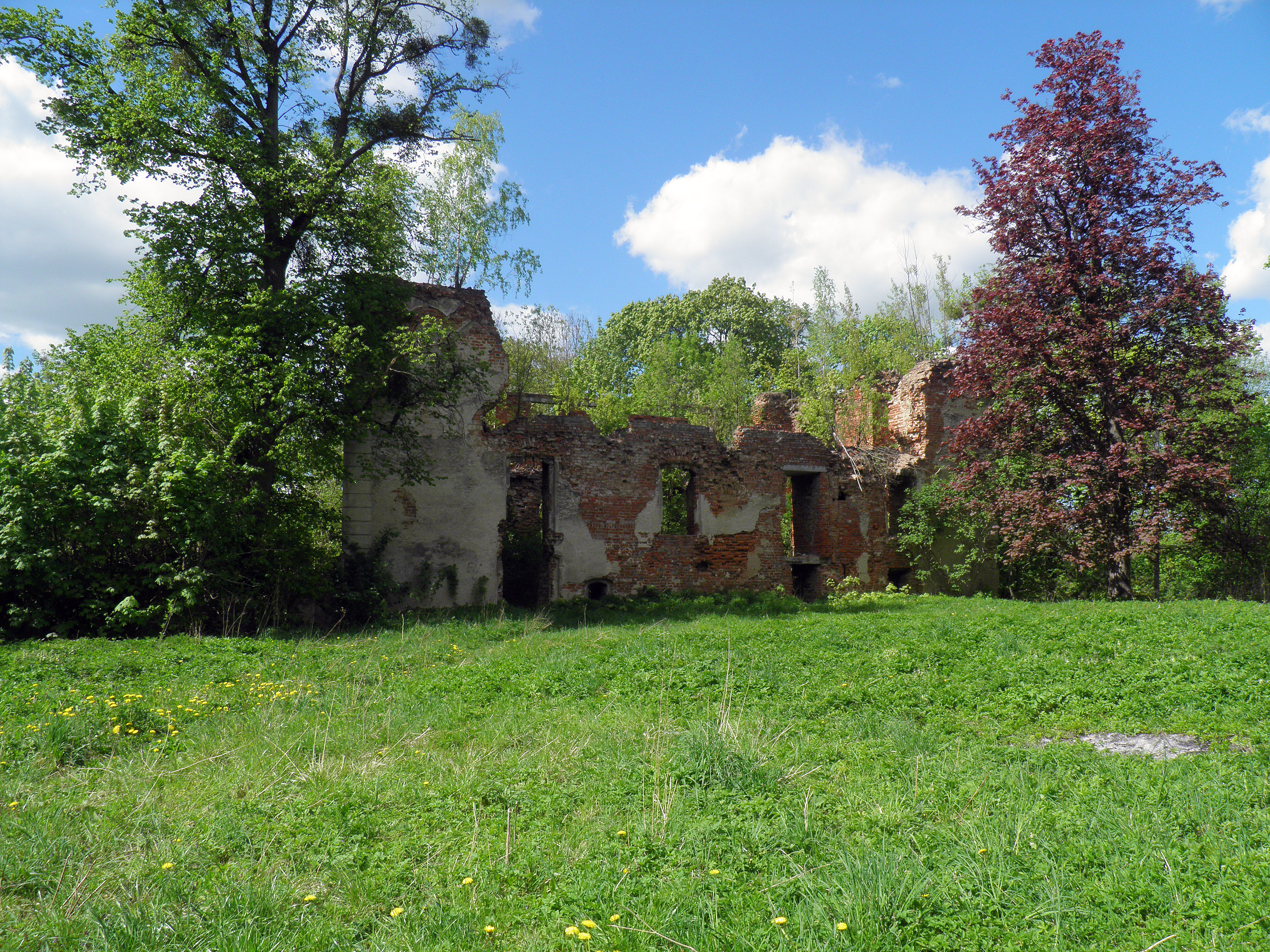
Burgruinen Gerdauen
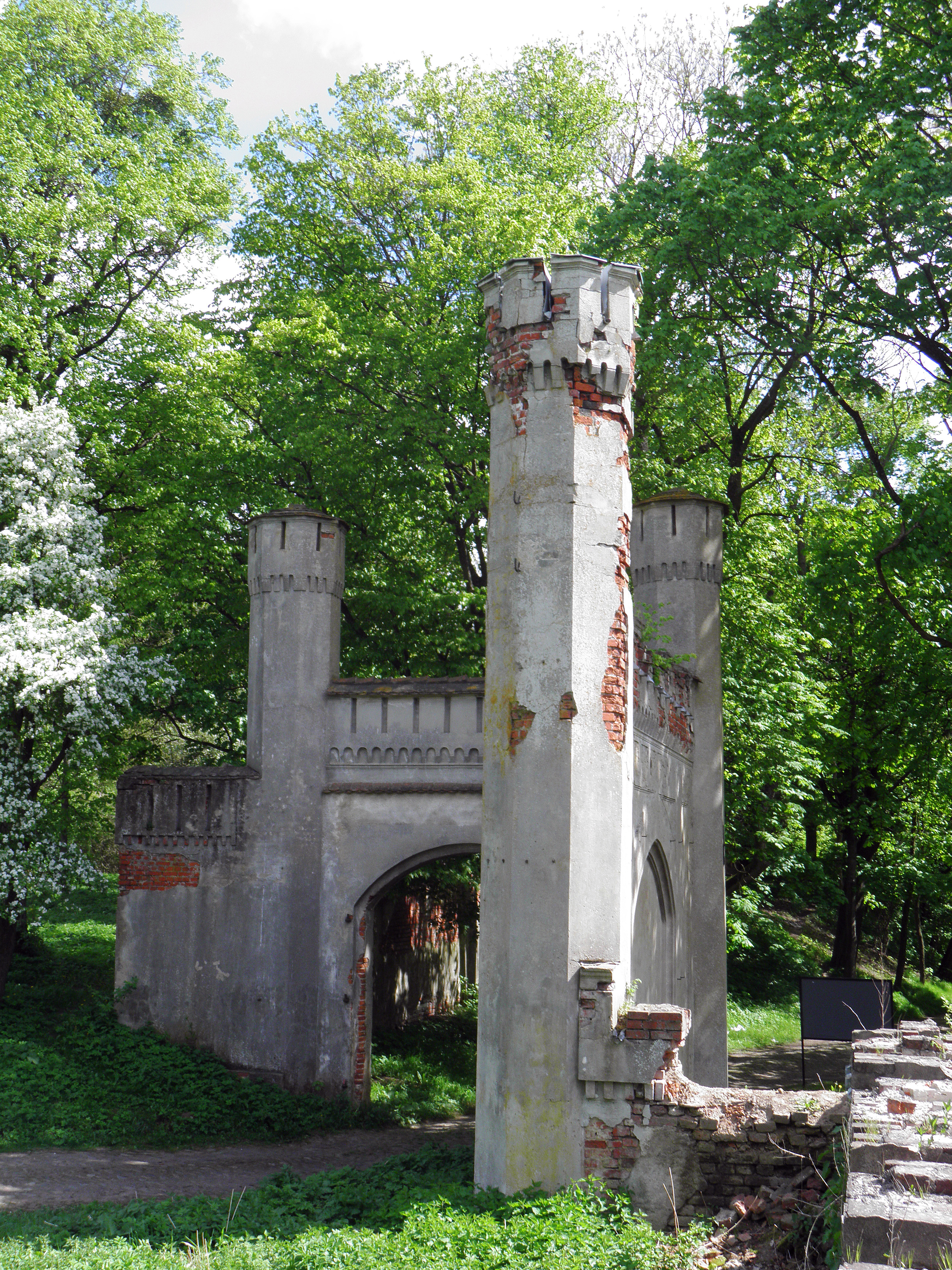
Historisches Schlosstor Gerdauen
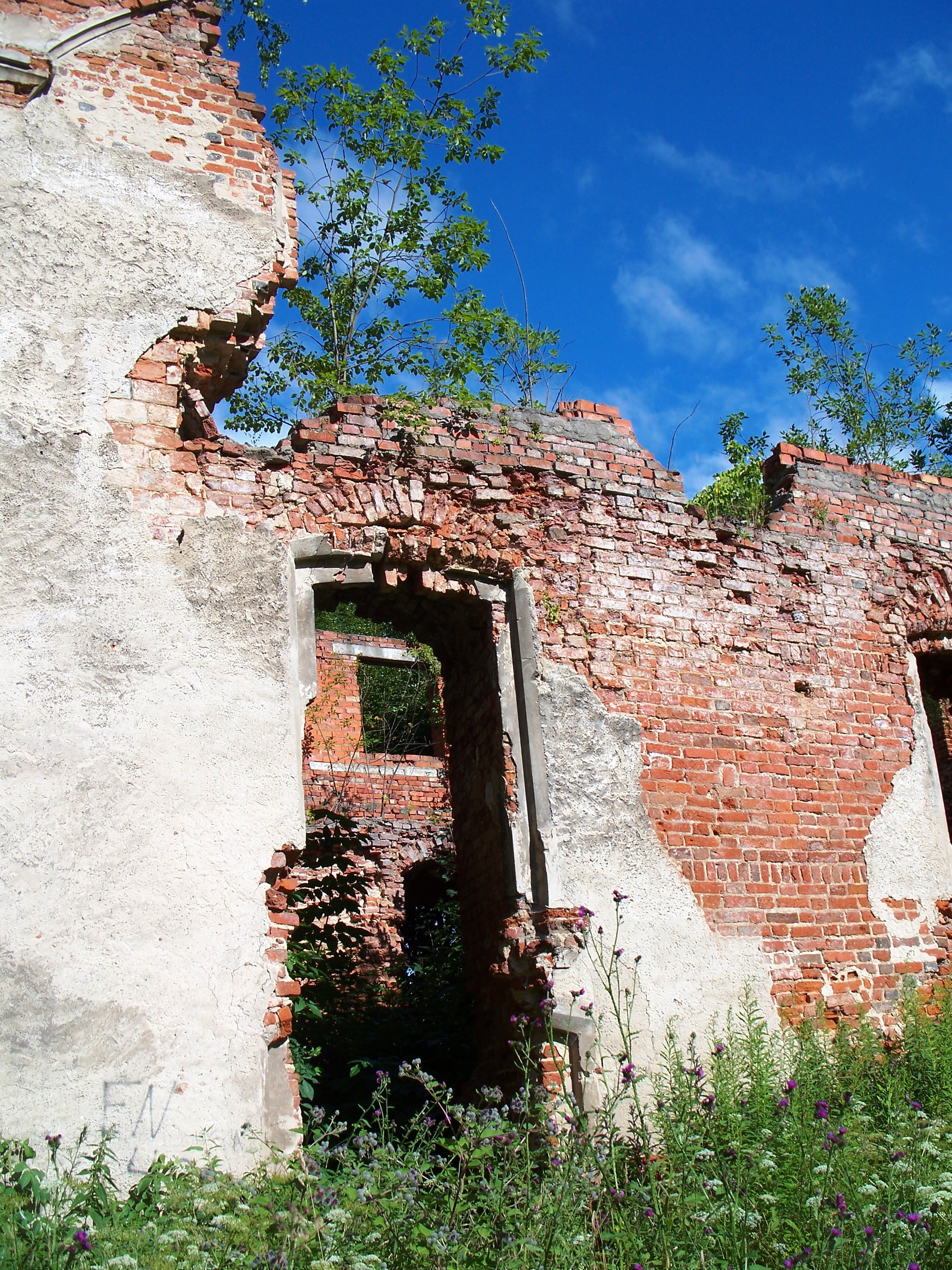
Burgruinen Gerdauen